# 올 오버 더 가이
《올 오버 더 가이》(영어: All Over the Guy)는 미국에서 제작된 줄리 데이비스 감독의 2001년 게이 로맨틱 코미디 영화이다. 댄 부커틴스키가 각본을 쓰고 제작에 참여했으며 주연으로도 출연하였다.

## 출연
- 사샤 알렉산더 - 재키 서맨사 골드 역
- 댄 부커틴스키 - 일라이 와이코프 역
- 애덤 골드버그 - 브렛 마일스 샌퍼드 역
- 조애나 컨스 - 리디아 베키오니 역
- 리사 쿠드로 - 마리 역
- 앤드리아 마틴 - 엘런 와이코프 의사 역
- 크리스티나 리치 - 레이나 와이코프 역
- 도리스 로버츠 - 에스터 역
- 리처드 루콜로 - 톰 베키오니 역

## 기타 제작진
- 협력 제작: 캐럴라인 에런, 스콧 버드닉
- 배역: 샤론 클라인, 패트릭 J. 러시
- 미술: 퍼네이 에런
- 의상: 피터 미첼